# Никифорова, Наталья Григорьевна
Наталья Григорьевна Никифорова (род. 20 октября 1965, Тирасполь, Молдавская ССР, СССР) — государственный деятель Приднестровской Молдавской Республики. Министр просвещения Приднестровской Молдавской Республики с 24 января по 29 марта 2012. Заместитель Председателя Правительства Приднестровской Молдавской Республики по социальной политике с 29 марта 2012 по 2 октября 2013. Первый проректор Приднестровского государственного университета имени Т. Г. Шевченко с 2 октября 2013 по декабрь 2014. Кандидат педагогических наук (2006).

## Биография
Родилась 20 октября 1965 в городе Тирасполь Молдавской ССР (ныне столица непризнанной Приднестровской Молдавской Республики), в семье рабочих.

### Образование
В 1982 закончила Тираспольскую среднюю школу № 6, а потом Тираспольский государственный педагогический институт имени Т. Г. Шевченко по специальности «учитель русского языка и литературы».
14 июня 2006 в Смоленском государственном университете защитила диссертацию на тему «Проектирование регионального компонента в содержании общего образования» с присвоением учёной степени кандидата педагогических наук.

### Трудовая деятельность
С 1983 работала воспитателем детского сада, пионервожатой, учителем русского языка и литературы, заместителем директора школы.
С 2003 по 2008 — в Министерстве просвещения Приднестровской Молдавской Республики, прошла путь от главного специалиста до первого заместителя министра просвещения, совмещая руководящую работу с педагогической и научной деятельностью.
С 2008 по 2012 — работала в общественных структурах Приднестровской Молдавской Республики.
С 24 января по 29 марта 2012 — министр просвещения Приднестровской Молдавской Республики
С 29 марта 2012 по 2 октября 2013 — заместитель Председателя Правительства Приднестровской Молдавской Республики по социальной политике.
С 2 октября 2013 по декабрь 2014 — первый проректор Приднестровского государственного университета имени Т. Г. Шевченко. В декабре 2014 должность первого проректора была упразднена, трансформировавшись в должность проректором по общим вопросам.
В феврале 2015 была назначена на должность начальника Управления Президента по взаимодействию с общественными и религиозными организациями.
Автор более 10 печатных работ в области педагогики и содержания образования.

## Награды и звания
- Медаль «За трудовую доблесть»
- Медаль «10 лет женскому движению Приднестровской Молдавской Республики»[10]
- Отличник народного образования Приднестровской Молдавской Республики[11]
- Медаль «Юбилей Всенародного Подвига. 1613-2013»[12]

## Семья
Замужем, имеет двоих взрослых детей.